# 孔加岩頭長頜魚
孔加岩頭長頜魚，為輻鰭魚綱骨舌魚目象鼻魚科的其中一種，分布於非洲安哥拉的淡水流域，體長可達7.7公分，棲息在底層水域。